# Лотар-Евангелиар
Лотар-Евангелиар (на немски: Lothar-Evangeliar) е евангелие, каролингски илюстрован ръкопис от картини, писано през 849 – 851 г. за император Лотар I. То е създадено в манастира Свети-Мартин в Тур.
Не трябва да се бърка с наричания „Евангелиар на император Лотар“ („Евангелиар от Клеве“) от преди 852 г.
Евангелието съдържа 221 пергаментови листа и има формат 250 x 322 mm. Написано е напълно със златно мастило. То се намира в Национална библиотека на Франция, Париж (Ms. lat. 266).